# 忙兀的斤
忙兀的斤（1237年—1312年），畏兀儿人，元朝官员。
其父朵罗术，跟随亦都護内附蒙古，用畏兀儿文字教授包括忽必烈在内的蒙古人。忽必烈即位，朵罗术已去世，忙兀的斤入侍，忽必烈对察必皇后说：这孩子容仪壮伟，侍朕左右，朕不忘朵罗术。宫人忽都花嫁给了他。至元十年（1273年），受命提点资用库，主管尚方幄殿。至元十五年（1278年），改资用库为尚用监，以忙兀的斤为太监，阶中顺大夫。至元十九年（1282年），升任为太府太监。至元二十五年（1288年），又改尚用为中尚监，忙兀的斤仍为太监。不久，升为中尚卿，兼知太府监事，进通议大夫。元成宗即位，特授正奉大夫。大德十一年（1307年），成宗驾崩，参与击败阿难答之谋，拥海山即位为元武宗，拜中尚院使。不久，拜大司徒，阶荣禄大夫，忙兀的斤固辞，不许。元仁宗继位后，皇庆元年（1312年）再任中尚监，敕中书赐钞万缗，忙兀的斤推辞不受。同年去世，时年七十六岁。元统元年（1333年），赠银青光禄大夫、太保、上柱国，追封蓟国公，谥忠简。生有十子：包括泸州达鲁花赤明理、安丰路达鲁花赤八札不花、裕州达鲁花赤秃忽赤、光州达鲁花赤德奴、监察御史塔纳。